# Vampire: The Masquerade - Bloodlines 2
Pour les articles homonymes, voir Vampire (homonymie), Masquerade et Bloodline.
Vampire: The Masquerade - Bloodlines 2 est un jeu vidéo de rôle en développement édité par Paradox Interactive et développé par The Chinese Room sur PC (Windows), PlayStation 4, PlayStation 5, Xbox One et Xbox Series, dont la sortie est prévue pour le 21 octobre 2025.  C'est la suite de Vampire: The Masquerade - Bloodlines, dans laquelle le joueur incarne un vampire en quête de sang et de réponses dans la ville américaine de Seattle, plongée dans une guerre civile sanglante entre les différents clans de vampires.

## Développement
Le 29 octobre 2015, Paradox Interactive annonce le rachat complet des licences White Wolf Publishing auprès de CCP pour 1,2 million de dollars. En février 2019, Paradox tease le lancement d'une éventuelle suite à Vampire: The Masquerade - Bloodlines, qui pourrait être annoncée le 21 mars 2019, jour d'ouverture de la Game Developers Conference à San Francisco,. La sortie en 2020 du jeu Vampire: The Masquerade - Bloodlines 2 est confirmée le 22 mars 2019 par Paradox Interactive sur PC (Windows), PlayStation 4, Xbox One, lors de la GDC 2019. Sa sortie a été repoussée en 2021, le 11 août 2020.
Lors du rapport financier de Paradox de l'année 2020, on y apprend que le jeu changera de développeur et que le jeu ne sera finalement pas prévu pour l'année 2021. En juin de la même année on y apprend que à la suite des accusations d'agressions sexuelles de Chris Avellone (qui furent ensuite rétractées), le jeu changera de directeur pour laisser place à Alexandre Mandryka connu pour son travail sur Far Cry et Assassin's Creed. Le travail d'Avellone sera également supprimé du jeu final.